# 캐나다 중부

캐나다 중부

캐나다 중부(영어: Central Canada)는 캐나다 중앙에 있는 여러 주를 가리키는 말로, 온타리오주, 퀘벡주를 포함한다.

## 같이 보기
- 미국 중부